# 瑟尼亞

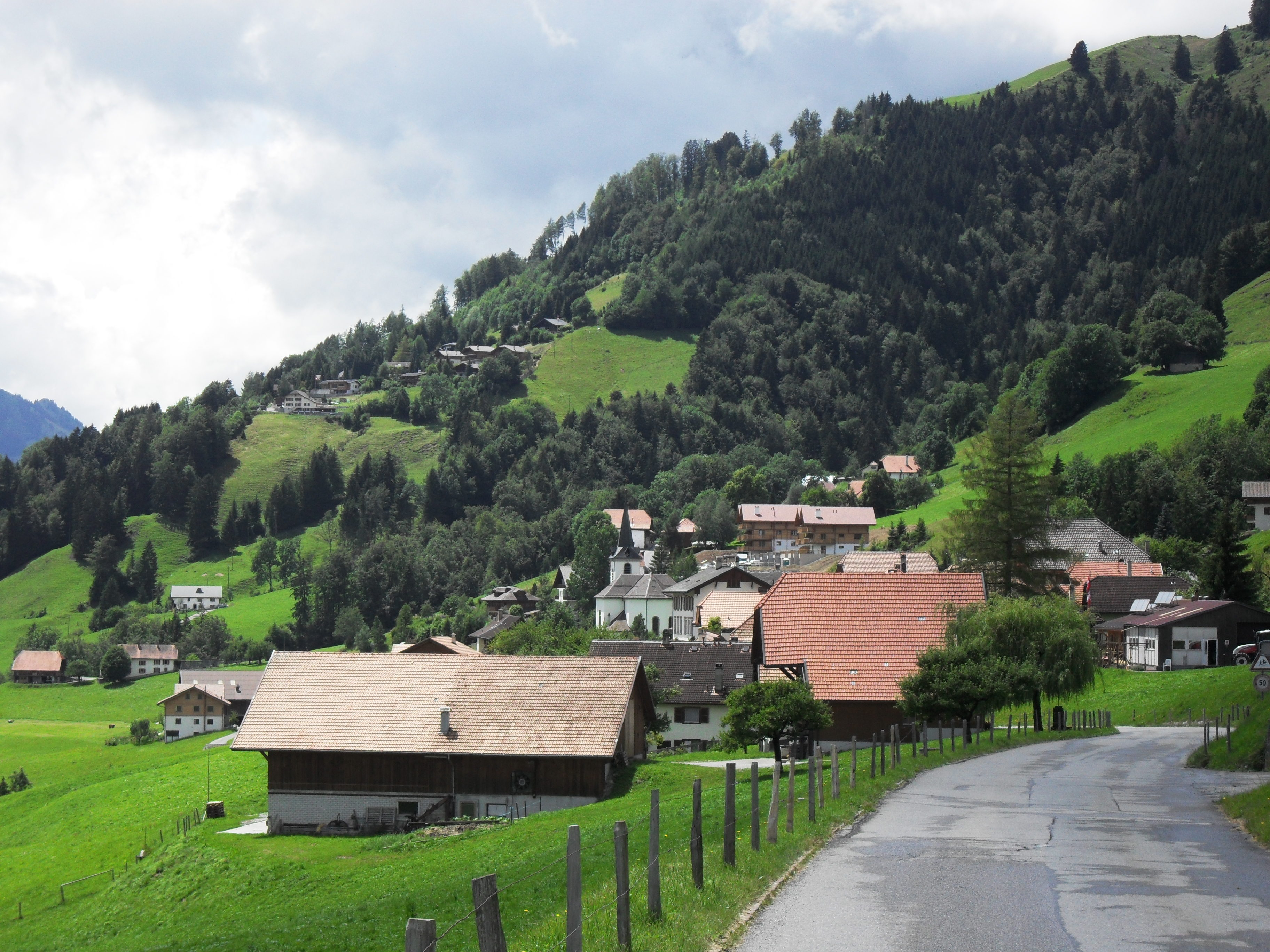

瑟尼亞（Cerniat）是瑞士的城鎮，位於該國西部，由弗里堡州負責管轄，面積33.69平方公里，海拔高度927米，2011年人口346，九成人口信奉羅馬天主教，人口密度每平方公里10人。